# The Bandit Buster
Pour plus de détails, voir Fiche technique et Distribution.
The Bandit Buster est un film américain réalisé par Richard Thorpe, sorti en 1926.

## Synopsis
Sylvia Morton s'allie avec Buddy Miller et son ami Romeo, dans le but de kidnapper son père, un riche banquier, pour lui faire prendre un repos forcé à la montagne. Mais l'employé d'une auberge entend leur conversation et enlève le banquier. Lorsque Mme Morton reçoit une demande de rançon, elle pense, comme Sylvia, que c'est Buddy le coupable. En fait il est en train de pourchasser les vrais kidnappeurs. Lorsqu'il retrouve Morton, ce dernier est en fait devenu millionnaire à la suite d'une vente d'actions et il décide de prendre sa retraite et de partir à la pèche. Buddy et Sylvia se réconcilient.

## Fiche technique
- Titre original : The Bandit Buster
- Réalisation : Richard Thorpe
- Scénario : Richard Thorpe[1]
- Production : Lester F. Scott Jr.
- Société de production : Action Pictures
- Société de distribution : Associated Exhibitors
- Pays de production :  États-Unis
- Langue originale : anglais
- Format : noir et blanc — 35 mm — 1,37:1 — Film muet
- Genre : Western
- Durée : 5 bobines - 1 362 m
- Date de sortie :
  - États-Unis : 19 décembre 1926

## Distribution
- Buddy Roosevelt : Buddy Miller
- Molly Malone : Sylvia Morton
- Lafe McKee : Henry Morton
- Winifred Landis : Mme Morton
- Robert Homans : Romeo
- Slim Whitaker : Steve
- Al Taylor : l'employé de l'hôtel